# Trechiamiotes
Trechiamiotes is een geslacht van kevers uit de familie van de loopkevers (Carabidae). De wetenschappelijke naam van het geslacht is voor het eerst geldig gepubliceerd in 1998 door Deuve.

## Soorten
Het geslacht Trechiamiotes is monotypisch en omvat slechts de volgende soort:
- Trechiamiotes siamensis (Deuve, 1988)